# Ilxat Faizulin
Ilxat Faizulin (en rus: Ильшат Галимзянович Файзулин; en tàtar: Илшат Галимҗан улы Фәйзуллин|İlşat Ğalimcan ulı Fäyzullin) (Osinniki, Rússia, 5 de març de 1973) és un futbolista rus, d'origen tàtar, que ocupa la posició de davanter.

## Trajectòria
Faizulin es va iniciar a les files del CSKA Moscou, on molt prompte va destacar com una de les joves promeses del seu país. Amb els moscovites va jugar un centenar de partits, amb 25 gols, i va guanyar la lliga de 1991. El seu bon paper va fer que el Racing de Santander el fitxara per suplir al seu compatriota Radchenko.
En la seua primera campanya a la lliga espanyola, Faizulin és titular i marca sis gols. Però, a partir d'aquest moment, comença el seu declivi. La temporada 96/97 ja no participa tant amb els càntabres i només marca un gol. A l'any següent, amb el Vila-real CF, apareix en 22 ocasions i apunta un altre gol.
El 1998 passa a la lliga portuguesa. Roman dos anys en dos equips diferents, el FC Alverca i el Farense, on tot just disputa escassos partits. El 2000, i després d'una breu incursió pel furbol turc, retorna a la lliga espanyola amb el Getafe CF, on recupera part de la seva esplendor passada, és titular de nou i marca sis gols amb el conjunt madrileny.
No té continuïtat al Getafe i retorna al seu país, a equips inferiors fins que el 2004 retorna al futbol de l'Estat espanyol, per jugar en equips de Segona B i Tercera del País Valencià i Cantàbria.

## Clubs
- 1989-1995: CSKA Moscou
- 1995-1997: Racing de Santander
- 1997-1998: Vila-real CF
- 1998-1999: FC Alverca
- 1999-2000: SC Farense
- 2000: Altay Izmir
- 2000-2001: Getafe CF
- 2002: Dynamo Sant Petersburg
- 2002: FC Metallurg Lipetsk
- 2004: FC Vidnoye
- 2004-2005: Crevillent Esportiu
- 2004-2005: Redovan
- 2005-2006: Gimnàstica de Torrelavega
- 2006-2007: Ribamontán

## Selecció
Faizulin va ser internacional un cop amb la selecció de futbol de Rússia. Va debutar el 1993 en partit amistós contra França.